# Zeta2 Scorpii
Zeta2 Scorpii (ζ2 Sco / ζ2 Scorpii) è una stella nella costellazione dello Scorpione di magnitudine 3,62. Si trova apparentemente vicina in cielo a Zeta1 Scorpii, anche se in realtà le due stelle non sono fisicamente legate tra loro, in quanto Zeta1 è una supergigante blu che si trova molto più distante, a 5700 anni luce di distanza dalla Terra, e fa parte probabilmente dell'ammasso aperto NGC 6231, mentre Zeta2 Scorpii è a soli 151 anni luce di distanza, e quindi in realtà molto meno luminosa di Zeta1, dalla quale si distingue in particolar modo per il colore giallo arancione.

## Caratteristiche fisiche
Zeta2 Scorpii è una gigante arancione di classe K4III; poco più massiccia del Sole, con un'età mediamente stimata in 6 miliardi di anni, è giunta nell'ultima fase della sua esistenza, trasformandosi in gigante e aumentando il suo raggio a oltre 20 volte quello solare. La presenza di elementi più pesanti dell'elio, chiamata metallicità, è maggiore di quella del Sole del 15%.